# Vesa Vasara
Vesa Vasara (Helsinki, 16 augustus 1976) is een voormalig profvoetballer uit Finland, die speelde als middenvelder gedurende zijn carrière. Hij beëindigde zijn actieve loopbaan in 2007 bij de Finse club FC Honka. Behalve in zijn vaderland speelde hij clubvoetbal in Zweden bij Kalmar FF.

## Interlandcarrière
Vasara kwam in totaal twaalf keer (twee doelpunten) uit voor de nationale ploeg van Finland in de periode 1999–2002. Hij maakte zijn debuut op woensdag 18 augustus 1999 in de vriendschappelijke uitwedstrijd tegen België (3-4) in Brussel, net als aanvaller Shefki Kuqi en doelman Pasi Laaksonen.
| Interlanddoelpunten | Interlanddoelpunten | Interlanddoelpunten | Interlanddoelpunten  | Interlanddoelpunten | Interlanddoelpunten | Interlanddoelpunten | Interlanddoelpunten |
| #                   | Datum               | Locatie             | Wedstrijd            | Goal(s)             | Score               | Uitslag             | Wedstrijd           |
| ------------------- | ------------------- | ------------------- | -------------------- | ------------------- | ------------------- | ------------------- | ------------------- |
| 1                   | 04/02/2000          | La Manga            | Denemarken – Finland | 33'                 | 0 – 1               | 1 – 2               | Oefeninterland      |
| 2                   | 04/02/2000          | La Manga            | Denemarken – Finland | 89'                 | 1 – 2               | 1 – 2               | Oefeninterland      |

## Erelijst
HJK Helsinki
- Suomen Cup

1996